# Манол Сакеларов
Манол Георгиев Сакеларов е български политик от БКП.

## Биография
Роден е на 24 юли 1890 година в Кюстендил. Завършва Военното училище в София през 1909 година и строително инженерство в Мюнхен през 1915 година. Член е на БКП от 1920 година. През 1921 година работи като ръководител на лаборатория. Негова заслуга е проектирането и ръководенето на строежа на Народния дом на площад „Лъвов мост“. Участва в Септемврийското въстание, но е арестуван и впоследствие амнистиран. Емигрира в СССР, където между 1928 и 1945 година заема важни постове в химическата промишленост и транспорта.
Завръща се в България и в периода 1946 – 1947 година е министър на електрификацията, водите и природните богатства в първото правителство на Георги Димитров, а след това до август 1949 година е министър на строежите и пътищата във второто правителство на Георги Димитров. През 1949 година е обвинен в антидържавна и антипартийна дейност. През май 1951 г. получава тежка присъда за „съучастничество“ с Трайчо Костов. 
Умира в Старозагорския затвор на 23 януари 1954 година. Реабилитиран е посмъртно през 1956 година. През 1963 година е награден с орден „Георги Димитров“ посмъртно.